# Adler Sándor (rabbi)
Adler Sándor (?, 1846 – Paks, 1894. szeptember 5.) paksi rabbi.

## Élete
Működésének első helye Jánoshalma volt és onnan hívták meg a paksi hitközség rabbisági ülnökének. Amikor Ungár Joél, híres rabbi meghalt 1886-ban, a hitközség annak vejét, Szófér Eleizer kiskunhalasi rabbit, a híres hitszónokot választotta meg utódjául, mire egy töredék kivált az orthodox anyahitközségből és mint statusquo-hitközség Adlert választotta meg rabbijául. Adler nyolc évig töltötte be ezt az újabb állását. A paksi izraelita temetőben temették el (1. parc. 1. sor 75. sírhely).
Halálakor így emlékezett meg róla az Egyenlőség folyóirat:
„A paksi status quo izr. hitközséget nagy gyász érte. Folyó hó 5-én szélhüdés következtében hirtelen halállal múlt ki tudós rabbija, Adler Sándor. Az érdemes rabbi, kit életében halálra üldöztek ellenfelei, és kit halála után ellenfelei is siratnak, hivei közt általános szeretetnek és tiszteletnek örvendett. Bár szorosan alkalmazkodott a vallási törvényekhez, hódolt mindenkor a modern szellemnek, s e kettőt párhuzamosan terjesztette hivei között. A temetési szertartás f. hó 6-án rendkívüli részvéttel ment végbe. Gyászbeszédeket mondtak: a boldogodnak fia, ki a félegyházai hitk. lelkésze, Adler dr. bajai rabbi, Pártos dr. dunaföldvári rabbi (magyarul), továbbá a bonyhádi haladópárti és a jankováczi orth. izr. hitk. lelkészei. Csak egy tündökölt hallgatásával, kit pedig leginkább megilletett volna a gyászbeszéd mondása: a paksi orth. izr. hitközség rabbija: Sa0fér Szuszmann. Nem akart beszélni ott, hol haladópárti rabbi mondott gyászbeszédet, mert ez elve ellen lett volna. A temetésen képviselve voltak a környékbeli összes izr. hitközségek, a helyi hatóságok és a helybeli összes felekezetek.”